# Stefano Gallea
Stefano Gallea (Vicenza, 9 gennaio 1983) è un ex cestista e allenatore di pallacanestro italiano.
Giocava nel ruolo di guardia ed è alto 195 cm.

## Carriera
Dopo le giovanili nell'Olimpia Milano, una serie di esperienze in B2 e A Dilettanti per poi approdare in serie A con l'Enel Brindisi dove gioca poche partite.